# Ilha das Galinhas
Die Ilha das Galinhas, auch Ilha de Galinhas oder kurz Galinhas, ist eine Insel des zu Guinea-Bissau gehörenden Archipels der Bissagos-Inseln im Atlantischen Ozean.
Die Landeshauptstadt Bissau liegt etwa 60 km nordöstlich. Nachbarinseln sind im Osten Bolama, im Westen die größte des Archipels Formosa und im Süden unter anderen Roxa. Auf der 50 km² großen Insel leben 1500 Menschen. Ansiedlungen sind Ambancana, Acampamento und Ametite, diese mit Schulen, sowie Ancano und Anchorupe. Eine der unsicheren Lebensgrundlagen ist die Ernte von Cashewkernen, die hauptsächlich nach Indien exportiert werden.